# Arnolds Park
Arnolds Park és una població dels Estats Units a l'estat d'Iowa. Segons el cens del 2000 tenia 1.162 habitants.

## Demografia
Segons el cens del 2000, Arnolds Park tenia 1.162 habitants, 580 habitatges, i 349 famílies. La densitat de població era de 345,1 habitants per km².
Dels 580 habitatges en un 17,4% hi vivien nens de menys de 18 anys, en un 52,1% hi vivien parelles casades, en un 5,7% dones solteres, i en un 39,8% no eren unitats familiars. En el 33,4% dels habitatges hi vivien persones soles el 14,5% de les quals corresponia a persones de 65 anys o més que vivien soles. El nombre mitjà de persones vivint en cada habitatge era de 2 i el nombre mitjà de persones que vivien en cada família era de 2,5.
Per edats la població es repartia de la següent manera: un 15,5% tenia menys de 18 anys, un 6,2% entre 18 i 24, un 23% entre 25 i 44, un 31,6% de 45 a 60 i un 23,8% 65 anys o més.
L'edat mediana era de 48 anys. Per cada 100 dones de 18 o més anys hi havia 100 homes.
La renda mediana per habitatge era de 35.441 $ i la renda mediana per família de 43.594 $. Els homes tenien una renda mediana de 29.211 $ mentre que les dones 20.766 $. La renda per capita de la població era de 24.072 $. Entorn del 3,9% de les famílies i el 5,4% de la població estaven per davall del llindar de pobresa.

## Poblacions més properes
El següent diagrama mostra les poblacions més properes.